# Drymeia aldrichi
Drymeia aldrichi är en tvåvingeart som först beskrevs av Malloch 1918.  Drymeia aldrichi ingår i släktet Drymeia och familjen husflugor. Inga underarter finns listade i Catalogue of Life.